# Poecilopharis antoinei
Poecilopharis antoinei är en skalbaggsart som beskrevs av Allard 1995. Poecilopharis antoinei ingår i släktet Poecilopharis och familjen Cetoniidae. Inga underarter finns listade i Catalogue of Life.